# Julia, tak na imię mam
Julia, tak na imię mam – trzeci singiel zespołu Łzy, stworzony na potrzeby Konkursu Piosenki Eurowizji 2004. Zespół zajął II miejsce w krajowych eliminacjach. Do utworu powstał teledysk. 
Piosenka znalazła się również na Reedycji albumu Nie czekaj na jutro oraz na składance Eurowizja 2004.

## Spis utworów
1. Julia, tak na imię mam sł. Anna Wyszkoni/Adam Konkol muz. Adam Konkol 3:05